# Талейран-Перигор, Александр-Анжелик де
Александр-Анжелик де Талейран-Перигор (фр. Alexandre-Angélique de Talleyrand-Périgord; 18 октября 1736, Париж, королевство Франция — 20 октября 1821, там же) — французский куриальный кардинал, доктор обоих прав. Титулярный архиепископ Траянополиса Родопского с 1 декабря 1766 по 27 октября 1777. Коадъютор Архиепархии Реймса с 1 декабря 1766 по 27 октября 1777. Архиепископ Реймса и примас Галлии Белгики с 27 октября 1777 по 8 ноября 1816 (после 1790 года — де-юре). Архиепископ Парижа с 1 октября 1817 по 20 октября 1821. Кардинал-священник с 28 июля 1817 по 20 октября 1821. 

## Биография
Выходец из обедневшей аристократической семьи. Дядя Шарля Мориса Талейрана, знаменитого наполеоновского министра. Окончил иезуитский колледж в Ла-Флеш, затем Семинарию Сен-Сюльпис в Париже и юридическую школу в Реймсе.
После революции эмигрировал (в 1790 году). Заключения конкордата не одобрил, и во Францию, в отличие от многих других, не вернулся. С 1808 года исполнял обязанности великого капеллана при дворе короля-эмигранта Людовика Восемнадцатого. Формально всё это время продолжал числиться архиепископом Реймса. 
В 1815 году вернулся во Францию, и, после того, как предыдущий архиепископ Парижа, Мори, за лояльность Наполеону был заключён в тюрьму и лишён сана, занял его место. Пэр Франции, командор Ордена Святого Духа. Консерватор-ультрароялист.